# Der Dritte im Hinterhalt
Der Dritte im Hinterhalt (Alternativtitel: Detektiv Marlowe gegen den kleinen Drachen, Originaltitel: Marlowe) ist ein US-amerikanischer Neo-Noir-Film von Paul Bogart aus dem Jahr 1969. Das Drehbuch stammt von Stirling Silliphant und basiert auf dem Roman Die kleine Schwester von Raymond Chandler.
In der Hauptrolle des Privatdetektivs Philip Marlowe ist James Garner zu sehen, zur weiteren Besetzung gehören Bruce Lee, Gayle Hunnicutt, Rita Moreno, Sharon Farrell, Carroll O’Connor und Jackie Coogan.

## Handlung
Philip Marlowe, Privatdetektiv in Los Angeles, wird von einer Frau aus Kansas namens Orfamay Quest engagiert, die unbedingt möchte, dass er ihren Bruder Orrin findet. Marlowe folgt Orrins Spur zu einem Hotel, wo er den Angestellten an der Rezeption, Haven Clausen, und einen Gast namens Grant W. Hicks trifft, die beide jegliche Kenntnis von Orrins Aufenthaltsort bestreiten. Nachdem Marlowe Orrins damaliges Hotelzimmer untersucht hat, findet er Clausen mit einem Eispickel ermordet und eine Seite aus dem Gästeverzeichnis herausgerissen. Schließlich findet Marlowe Hicks mit einem Eispickel im Nacken und wird von einer maskierten Frau angegriffen, die Marlowe ausschaltet und flieht. Marlowe durchsucht den Raum und findet einen Abholschein für einen Fotofilm, von dem er der Polizei nichts erzählt. Marlowe, der später die Bilder betrachtet, wird in seiner Überzeugung bestätigt, dass es bei dem Fall um mehr als eine vermisste Person geht.
Marlowe führt die maskierte Frau auf Filmstar Mavis Wald und ihre Freundin, die exotische Tänzerin Dolores Gonzales, zurück. Er vermutet, dass Wald eine Rolle bei der Ermordung eines Erpressers spielt, der Fotos hatte, auf denen sie sich mit Gangster-Chef Sonny Steelgrave verabredete, und bietet ihr seine Hilfe an, die sie ablehnt. Als Marlowe ihre Wohnung verlässt, lässt Steelgrave, den Wald kontaktiert hat, Marlowe verprügeln und schickt dann den Kung-Fu-Experten Winslow Wong, um Marlowe zu bestechen oder zu bedrohen, damit er den Fall nicht weiter verfolgt. Polizist French warnt den Detektiv außerdem, sich aus den Ermittlungen herauszuhalten. Marlowe lehnt ab und provoziert Steelgrave sogar, indem er das Restaurant des Gangsters aufsucht. Steelgrave weist Wong an, Marlowe ein letztes Mal zu warnen oder ihn zu töten. Wong führt Marlowe auf das Dach des Restaurants, aber Marlowe lockt Wong an den Rand und bringt ihn dazu, ihn zu treten, was dazu führt, dass Wong über den Rand in den Tod springt.
Marlowe besucht Walds Werbeagenten Crowell und gewinnt nach langem Überreden seine Unterstützung. Zusammen bringen sie Wald dazu, genügend Informationen preiszugeben, sodass Marlowe schließlich davon überzeugt ist, dass weder Wald noch Steelgrave für einen der beiden Eispickelmorde verantwortlich waren, jedoch weigert sich Wald, ihm mehr zu erzählen. Orfamay Quest sucht Marlowe in seinem Haus auf und erzählt ihm, dass sich ihr Bruder in der Klinik von Dr. Vincent Lagardie befindet. Als Marlowe Lagardie befragt, bestreitet der Arzt jegliches Wissen über den vermissten Bruder. Marlowe konfrontiert den Arzt mit seinem Verdacht, dass er ein langjähriger Mitarbeiter von Gangstern und an den Erpressungen beteiligt ist, aber während ihrer Unterhaltung raucht Marlowe eine Zigarette von Lagardie, die Drogen enthält. Als Marlowe dadurch bewusstlos wird, flieht Lagardie. Marlowe kommt nachts zu sich und durchsucht, immer noch benommen, die Klinik. Er hört Schüsse und stößt auf einen tödlich verwundeten Orrin. Marlowe findet ein Foto, das zeigt, dass Wald, Orrin und Orfamay Geschwister sind. Dies überzeugt Marlowe davon, dass Orrin der Erpresser und Mörder war, obwohl er sich mit einer anderen Partei verbündet hat.
Marlowe folgt Orfamay zum Bahnhof, wo sie auf einen Zug wartet, der sie zurück nach Kansas bringt, und erzählt ihr von Orrins Tod. Orfamay beschuldigt Marlowe, zu lange gebraucht zu haben, um Orrin zu finden und alarmiert die Polizei. Marlowe beschwichtigt Leutnant French, indem er verspricht, den Fall zu lösen und der Polizei dafür die Anerkennung zu überlassen. Er kehrt in sein Büro zurück und zerstört die Bilder und Negative. Dann bekommt er Besuch von Dolores, die ihm sagt, dass Wald ihn sehen will. Während ihrer Fahrt zu Steelgraves Villa erfährt Marlowe, dass Dolores und Steelgrave einmal eine Beziehung hatten. Marlowe findet Steelgrave tot und eine niedergeschlagene Wald neben ihm; Sie sagt ihm, dass sie Steelgrave getötet hat, weil er ihren Bruder getötet hat.
Um Walds Ruf zu schützen, richtet Marlowe alles so ein, dass es so aussieht, als hätte Steelgrave Selbstmord begangen. Die Polizei lässt sich hiervon jedoch nicht täuschen. Als Marlowe zu seinem Haus zurückkehrt, findet er dort Orfamay vor, die das Haus durchsucht. Er sagt ihr daraufhin, dass er die Fotos und die Negative bereits zerstört hat. Schließlich trifft auch Wald ein und es zeigt sich, dass Orfamay von Orrins Erpressungsplan wusste und ihn zu seiner eigenen Sicherheit aufhalten wollte – weshalb sie Marlowe engagierte – später jedoch Steelgrave für tausend Dollar Orrins Aufenthaltsort verriet. Marlowe fordert Orfamay anschließend auf, nach Kansas zurückzukehren. Jedoch gibt Wald Orfamay gegenüber zu, dass sie vorgab, Steelgrave getötet zu haben, um Orfamay zu beschützen, von der sie glaubte, sie hätte ihn getötet.
Marlowe trifft sich mit Dolores in dem Club, in dem sie arbeitet. Nachdem er fast alle Hinweise zusammengesetzt hat, konfrontiert er sie mit seinem Verdacht, dass sie Orrins kriminelle Partnerin und mit Dr. Lagardie verheiratet war. Hicks und Clausen wurden von Orrin ermordet, weil Hicks den Plan zu seinem eigenen Vorteil nutzen wollte und der drogenabhängige Clausen zu labil war. Dolores gibt alles zu, bleibt aber trotzig und glaubt, dass Marlowe Wald zu gern hat, um der Polizei zu sagen, was er weiß. Marlowe ruft jedoch die Polizei an und bittet um ein Gespräch mit der Mordabteilung. In diesem Moment wird Dolores von Lagardie erschossen, der sich dann selbst tötet. Bevor die Polizei eintrifft, verlässt Marlowe den Club und fährt in die Nacht davon.

## Produktion
1968 gab es lediglich zwei Marlowe-Romane, die noch nicht verfilmt wurden, Die kleine Schwester und Der lange Abschied. Im März 1967 wurde der Erwerb der Rechte an Die kleine Schwester bekanntgegeben und es wurde bekannt, dass Stirling Silliphant das Drehbuch schreiben sollte; MGM würde den Vertrieb übernehmen. Im Juni wurde dann auch der Erwerb der Rechte an Der lange Abschied bekannt und dass die Dreharbeiten für Die kleine Schwester im September beginnen sollten. Die Dreharbeiten verzögerten sich jedoch.
Schließlich wurde im März 1968 angekündigt, dass James Garner in Die kleine Schwester die Hauptrolle übernehmen sollte und Paul Bogart sein Regiedebüt feiern sollte. Im Juni wurde bekannt, dass auch Gayle Hunnicut verpflichtet wurde.
Die Dreharbeiten begannen im Juli 1968 und fanden in Los Angeles statt. Stirling Silliphant gab an, dass er am Schreiben des Drehbuchs interessiert war, da „es hier die Gelegenheit gab, eine klassische Quest-Geschichte zu schreiben.“ Er gab an, dass er „90 % der Dialoge“ schreiben musste, da Chandlers ursprüngliche Texte „veraltet“ seien.

## Rezeption
In Spanien wurden 375.668 Kinotickets verkauft, in Frankreich 120.408 Tickets.
Der Film hält auf Rotten Tomatoes eine Wertung von 71 % basierend auf sieben Kritiken.
Roger Ebert bewertete den Film mit zweieinhalb von vier Sternen und gab an, er sei „nicht sehr zufriedenstellend. Obwohl Regisseur Paul Bogart vor Ort gedreht hat, hat er die grobkörnige Qualität von Chandlers LA nicht ganz eingefangen.“ Roger Greenspun von The New York Times schrieb, dass „das Drehbuch von Stirling Silliphant zu vielen Stilen folgt, und Paul Bogarts Regie zu wenigen, um einen mehr als beiläufig unterhaltsamen Film zu machen.“ Gene Siskel vom Chicago Tribune gab dem Film eineinhalb von vier Sternen und nannte ihn „eine verworrene Enttäuschung. Die Handlung, genauer gesagt die drei oder vier Nebenhandlungen, sind verwirrend.“ Kevin Thomas von der Los Angeles Times schrieb hingegen, dass der Film „die gähnende Lücke zwischen dem Blockbuster und dem kleinen Film des sozialen Bewusstseins auf durchaus befriedigende Weise füllt. Frei von der Gigantik des ersten und den häufig allzu hohen Ansprüchen des zweiten ist es eine ideale Flucht in die Unterhaltung.“ Gary Arnold von The Washington Post nannte ihn „einen erträglichen Detektiv-Thriller, vorausgesetzt, Sie haben keinen von Raymond Chandlers Romanen gelesen oder Howard Hawks Filmversion von Tote schlafen fest gesehen. Wenn ja, ist es selbstverständlich, diesen Film als halbherzigen, anachronistischen Versuch, das Genre wiederzubeleben, abzuschreiben.“